# Beňadikovce
Beňadikovce (hongrois : Benedekvágása) est un village de Slovaquie situé dans la région de Prešov.

## Histoire
Première mention écrite du village en 1414.

## Démographie

### Évolution de la population
| Année:               | 1994. | 2004.   | 2014.    | 2024.    |
| -------------------- | ----- | ------- | -------- | -------- |
| Nombre de personnes: | 254   | 244     | 219      | 187      |
| Différence:          |       | -3,93 % | -10,24 % | -14,61 % |

| Année:               | 2023. | 2024.   |
| -------------------- | ----- | ------- |
| Nombre de personnes: | 181   | 187     |
| Différence:          |       | +3,31 % |